# José María Luis Mora
José María Luis Mora Lamadrid (Chamacuero, Guanajuato, 12 de octubre de 1794 - París, Francia, 14 de julio de 1850) fue un sacerdote, político, ideólogo e historiador mexicano del siglo XIX. Considerado como uno de los primeros exponentes del liberalismo en México, pugnó por la separación Iglesia-Estado.

## Biografía
José María Servín de la Mora Díaz Madrid (su nombre completo aparece en su diploma de bachiller, él le agregó "Luis" en sus escritos) fue un escritor, político, sacerdote e historiador. Se le considera el fundador del liberalismo mexicano. Sacerdote, ingresó en la masonería. Durante la presidencia de Valentín Gómez Farías (1833-1835) impulsó la reforma educativa. En 1834 se exilió en París. Autor del Catecismo político de la federación mexicana (1831) y México y sus revoluciones (1836), entre otras obras.
En la parroquia de su ciudad natal fue bautizado el 12 del mismo mes, a los pocos días de su nacimiento. Estudió las primeras letras en Querétaro, y luego en la Ciudad de México, en el Colegio de San Ildefonso, donde se ordenó sacerdote; más tarde recibió el grado de doctor en teología. Liberal por convicción, en 1821 redactó el Semanario Político y Literario, de esas tendencias; al siguiente año fue nombrado vocal de la diputación provincial de México. En 1824, por oponerse al encumbramiento de Iturbide como emperador, se lo puso en prisión; pero, caído el Imperio, figuró como diputado a la Legislatura Constituyente del Estado de México, donde hizo un buen papel político.

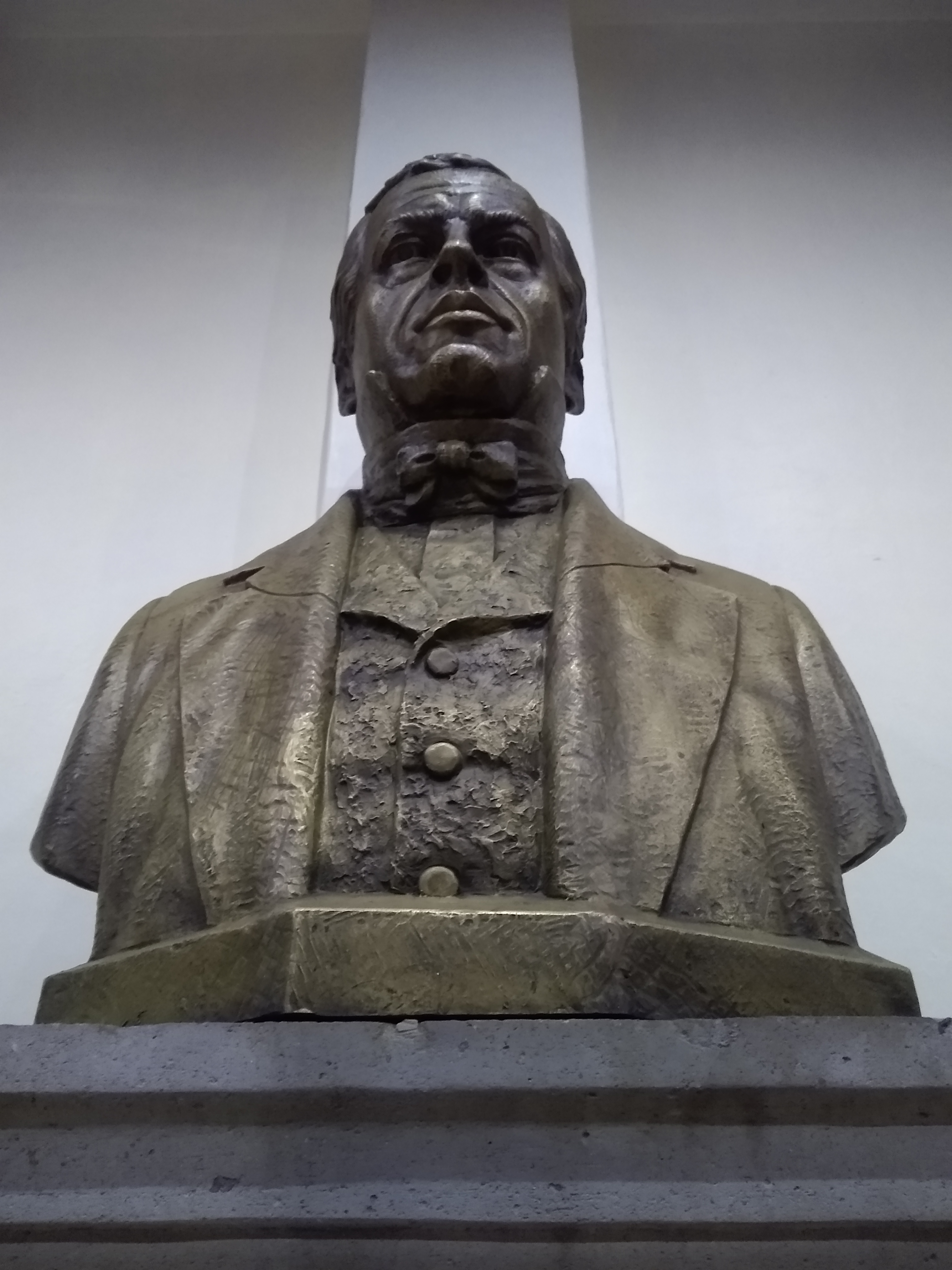
Busto de José María Luis Mora en el lobby de la Cámara de Diputados del Estado de México

En 1827 se convirtió en un importante personaje de la política, incorporado a la logia escocesa, moderada, de la masonería, que entonces monopolizaba la alta política del país; luchó contra el bando opuesto, la logia de los yorkinos, exaltados. La contienda la hizo desde las vehementes columnas de su periódico El Indicador, y en las obras que entonces escribió: el Catecismo político de la Federación Mexicana y su Disertación sobre la naturaleza y aplicación de las rentas y bienes eclesiásticos. En 1834, al caer los suyos con Gómez Farías, Mora se exilió en Europa y estableció su residencia en París, donde, en medio de una existencia precaria, casi miserable, tuvo ánimos para consagrarse a sus tareas literarias. Había abandonado, desde hacía años, el ejercicio del ministerio sacerdotal.
Publicó dos libros: México y sus revoluciones, en 1836, y sus Obras sueltas, en dos volúmenes, en 1838. Desde 1828 había estado haciendo acopio de material para el primero de ellos, que empezó a escribir en 1830 y que, conforme al plan trazado, debería comprender una primera parte estadística, relativa al estado general de la República y particular de cada uno de los Estados y Territorios; y una segunda parte, histórica, que abarcaría desde la conquista española hasta la administración de Santa Anna. Pero el autor no llegó a realizar sus propósitos, pues de esa obra sólo aparecieron tres tomos: el primero, en que se trata de la situación, extensión, estructura física y productos naturales de México; minería, industria y comercio, administración pública bajo el régimen español, organización política y social, relaciones exteriores y rentas, etc. El segundo tomo no llegó a publicarse, y el tercero se refiere a la conquista y a las diversas tentativas para establecer la Independencia; el cuarto estudia desde la iniciación de la Independencia hasta la muerte de José María Morelos. Las Obras sueltas son un documento inestimable para conocer la interesante personalidad política del doctor Mora: "Son —dice él mismo— la historia de mis pensamientos, de mis deseos, de mis principios de conducta". En 1847 pasó Mora a Inglaterra, nombrado ministro plenipotenciario de México ante aquella corte, donde estuvo poco tiempo. 
Trasladado a París, de más benigno clima, por agravamiento de la tisis que padecía y que contrajo en sus años de miseria, falleció en esa ciudad el 14 de julio de 1850. De su obra histórica, dice Carlos González Peña: "Como historiador, se destaca Mora por la rectitud de sus juicios, por la armoniosa justeza de sus generalizaciones, por el afán notorio de rehuir, en la apreciación de los hechos que estudia, el influjo pasional de la política, mantenerse siempre en un plano de serenidad y sinceridad. Sin ser impetuoso como Zavala, ni tener la vigorosa abundancia de Alamán, narra con sobriedad y precisión y observa sagazmente. Con estar incompleta y haber quedado trunca su mejor obra 'México y sus revoluciones', puede considerársela como clásica para el estudio de la historia."
Se erigió un museo en su pueblo natal de Chamacuero (hoy Comonfort, Guanajuato), en su antigua vivienda, el cual cuenta con algunas de sus obras originales para exhibición, como la misma México y sus revoluciones. Sus restos fueron trasladados a la Rotonda de las Personas Ilustres el 24 de junio de 1963.

## Fragmentos de su obra

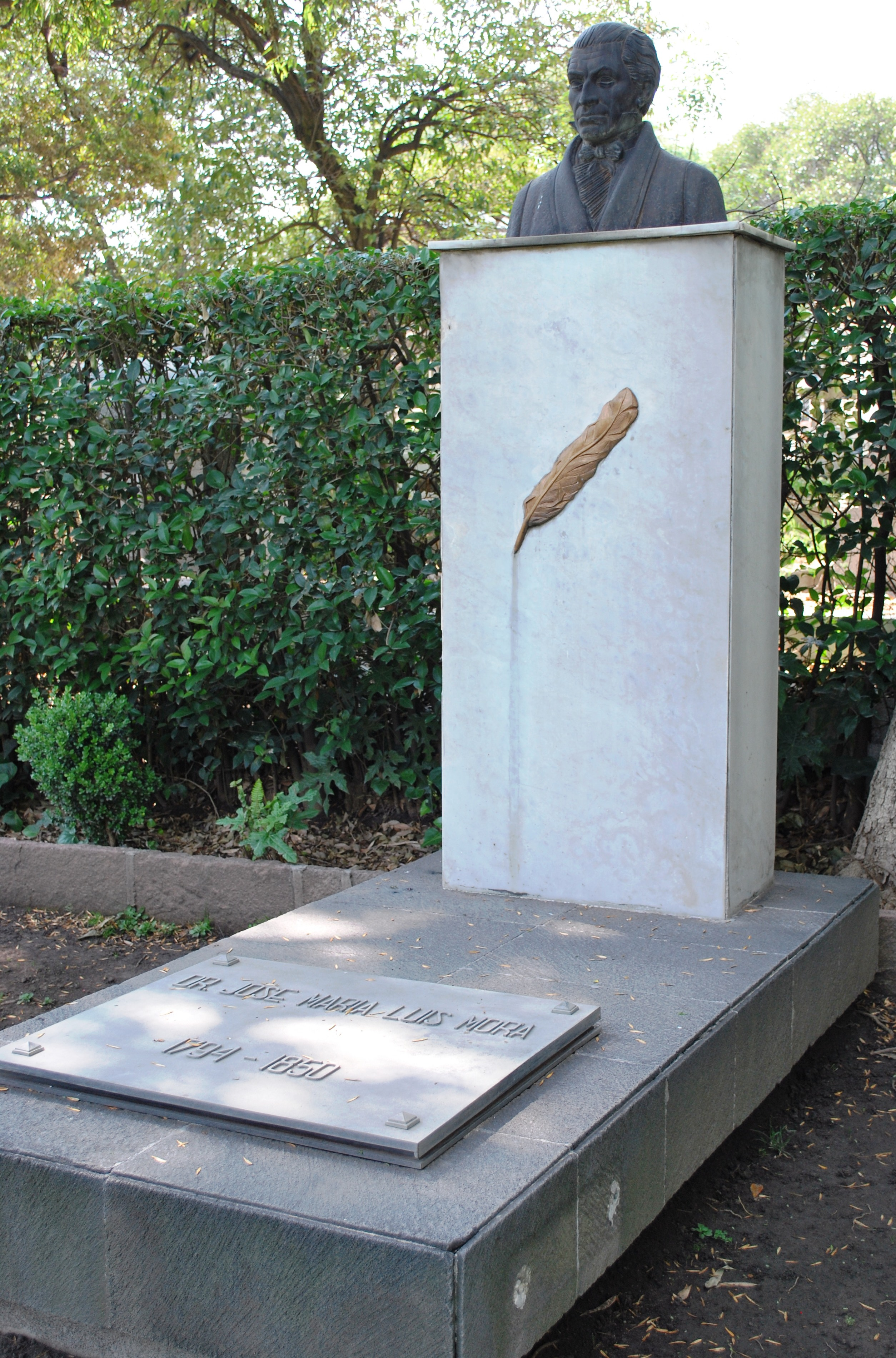
Sepulcro de José María Luis Mora Lamadrid en la Rotonda de las Personas Ilustres (México).

"... la tierra, riqueza fundamental del país, debe pasar a manos del Estado, que a su vez la venderá a pequeños propietarios que sean la base de una amplia y sólida clase productora." "El mayor bien político se da cuando un pueblo educado y un gobierno sabio reconocen las necesidades de desarrollo de su sociedad y las ponen en marcha conjuntamente, armoniosamente."

El cura Hidalgo era hombre de una edad avanzada, pero de constitución robusta, había hecho sus estudios en Valladolid de Michoacán con grandes créditos de famoso escolástico. El deseo que lo devoraba de hacer ruido en el mundo le hizo sacudir, más por espíritu de novedad que por un verdadero convencimiento, algunas de las preocupaciones dominantes en su país y propias de su estado, así es que leía y tenía algunas obras literarias y políticas prohibidas severamente por la Inquisición y desconocidas para el común de los mexicanos. Esta libertad lo hizo entrar en relaciones íntimas con el obispo Queipo y el intendente Riaño, que eran de las mismas ideas, y por solo esta razón buscaban naturalmente el trato de personas que las tuvieren, aunque o fuesen por otra parte de un mérito superior, el de Hidalgo era muy mediano, como lo demostró después la experiencia por toda la serie de sus operaciones. En efecto este hombre ni era de talentos profundos para combinar un plan de operaciones, adaptando los medios al fin que se proponía, ni tenía un juicio sólido y recto para pesar los hombres y las cosas, ni un corazón generoso para perdonar los errores y preocupaciones de los que debían auxiliarlo en su empresa o estaban destinados a contrariarla; ligero hasta lo sumo, se abandonó enteramente a lo que diesen de sí las circunstancias, sin extender su vista ni sus designios más allá de lo que tenía de hacer el día siguiente; jamás se tomó el trabajo, y acaso ni aun lo reputó necesario, de calcular el resultado de sus operaciones, ni estableció regla ninguna fija que las sistematizase.

"Allende era de un carácter enteramente opuesto a Hidalgo; no tenía la reputación de éste ni en sus relaciones, su educación había sido descuidada, y se ignora cuáles fuesen sus talentos y disposiciones mentales; pero su resolución era capaz de las mayores empresas; su perseverancia era inalterable en llevar a efecto lo resuelto, sin que nada pudiese distraerlo de lo que había emprendido; incansable en el trabajo, jamás lo arredraron los obstáculos ni resistencias, y lograba vencerlo todo su actividad y firmeza; siempre en movimiento y ocupado de sus designios que jamás perdía de vista, no daba paso ninguno que no se dirigiese a lograrlos; valiente hasta el grado de temerario se exponía a todos los riesgos, no sólo los de la campaña, los menos difíciles de arrostrar, sino los de declarar su opinión y modo de pensar tal vez hasta con indiscreción. No se le acusa de vengativo, cruel o sanguinario, ni puede serlo un hombre que, puesto al frente de una empresa tan grande, se ocupa de ella come debe, pues no tienen cabida en él las pequeñeces de estos vicios vergonzosos."